# Чжоу Сяньван
Чжоу Сяньван (кит. 周先旺, пиньинь Zhou Xianwang; род. в ноябре 1963 года) — китайский государственный и партийный деятель. Мэр Уханя и заместитель секретаря Уханьского горкома Коммунистической партии Китая (2018—2021). До этого занимал посты первого секретаря горкома КПК в Хуанши (2012—2017) и вице-губернатора провинции Хубэй (2017—2018). Депутат Всекитайского собрания народных представителей 10-го и 11-го созывов.
Получил известность за пределами Китая после того, как в декабре 2019 года в руководимом им городе Ухань вспыхнула эпидемия коронавируса COVID-2019. Обвинялся в попустительстве эпидемии и даже в сокрытии информации о новом коронавирусе, впоследствии полностью признал обвинения и раскаялся.

## Биография
Родился в ноябре 1963 года в уезде Цзяньши Специального района Эньши, провинция Хубэй. Принадлежит к народу туцзя. Окончил Хубэйский университет и Центральную партийную школу КПК.
В 1980-х годах был комсомольским активистом в уезде Цзяньши. В январе 1987 года вступил в Коммунистическую партию Китая.
В феврале 1993 года Чжоу был назначен заместителем начальника своего родного уезда. С января 1994 по сентябрь 1995 года занимал должность секретаря комсомольского комитета Эньши-Туцзя-Мяоского автономного округа. С сентября 1995 года по апрель 1998 года был начальником уезда Сюаньэнь и, одновременно заместителем секретаря парткома КПК в этом уезде. В апреле 1998 года Чжоу стал заместителем главы Эньши-Туцзя-Мяоского автономного округа, а четыре года спустя возглавил округ.
В феврале 2008 года Чжоу перешёл на работу в администрацию провинции Хубэй, где стал главой департамента торговли провинции Хубэй и директором отдела иностранных инвестиций. В ноябре 2012 года его перевели в город Хуанши, где он пять лет занимал пост секретаря горкома КПК. В 2017—2018 году вновь работал в администрации провинции Хубэй, на этот раз в качестве вице-губернатора.
В мае 2018 года Чжоу Сяньван был назначен мэром города Ухань и заместителем секретаря Уханьского горкома КПК, сменив на этих постах Ван Юна. После того, как в декабре 2019 года в Ухане вспыхнула эпидемия нового коронавируса, получившего впоследствии название COVID-19, Чжоу и секретарь Уханьского горкома Ма Гоцян были обвинены в том, что они не реагируют оперативно на распространение вируса. 27 января 2020 года в интервью CCTV Чжоу признал, что городские власти не смогли оперативно раскрыть информацию о вспышке коронавируса, заявив, что для этого городские власти должны были получить разрешение от центрального правительства. В январе 2020 года, вскоре после того, как решением центрального правительства Ухань был полностью закрыт для въезда, Чжоу Сяньван полностью признал свою ответственность за сокрытие информации о коронавирусе и заявил о том, что может уйти в отставку, чтобы успокоить общественное мнение. Однако в итоге его отставка не состоялась, и он продолжал исполнять свои обязанности ещё год.
В январе 2021 года покинул пост мэра Уханя, став заместителем председателя Хубэйского провинциального комитета Народного политического консультативного совета Китая.